# Цагерсдорф
Цагерсдорф (нем. Zagersdorf) — коммуна (нем. Gemeinde) в Австрии, в федеральной земле Бургенланд.
Входит в состав округа Айзенштадт.  Население составляет 999 человека (на 31 декабря 2014 года). Занимает площадь 7,29 км². Официальный код  —  10323.

## Политическая ситуация
Бургомистр коммуны — Хельмут Цакалль (СДПА) по результатам выборов 2007 года.
Совет представителей коммуны (нем. Gemeinderat) состоит из 15 мест.
- СДПА занимает 9 мест.
- АНП занимает 6 мест.